# Syncopacma sangiella
Syncopacma sangiella is een vlinder uit de familie tastermotten (Gelechiidae). De wetenschappelijke naam is voor het eerst geldig gepubliceerd in 1863 door Stainton.
De soort komt voor in Europa.